# Jisra'el Kargman
Jisra'el Kargman (hebrejsky: ישראל קרגמן, žil 23. prosince 1906 – 17. listopadu 1987) byl izraelský politik a poslanec Knesetu za strany Mapaj, Ma'arach, Izraelská strana práce a Ma'arach.

## Biografie
Narodil se ve městě Berdyčiv v tehdejší Ruské říši (dnes Ukrajina). V roce 1929 přesídlil do dnešního Izraele. Získal náboženské i civilní vzdělání.

## Politická dráha
V mládí se v Jemenu angažoval v sionistickém hnutí he-Chaluc, které bylo nuceno za Sovětského svazu pracovat v ilegalitě. Pracoval v přípravné židovské skupině na Krymu. V letech 1925–1929 byl ve vyhnanství na Sibiři. Po přesídlení do dnešního Izraele pracoval jako předseda zaměstnanecké rady v textilní továrně Ata.
V izraelském parlamentu zasedl poprvé po volbách v roce 1955, do nichž šel za Mapaj. Mandát ale získal až dodatečně, v říjnu 1956, jako náhradník. Byl členem parlamentního výboru práce a výboru finančního. Předsedal podvýboru pro textilní průmysl, podvýboru pro penze úředníků v soudnictví a podvýboru pro kompenzaci z reparačního fondu pro zdravotně postižené přeživší holokaust. Na kandidátce Mapaj pronikl do Knesetu i po volbách v roce 1959, po nichž zastával funkci člena výboru finančního. Uspěl i ve volbách v roce 1961, opět za Mapaj. Držel funkci člena parlamentního výboru práce a výboru finančního. Předsedal podvýboru pro revizi rozpočtu elektrického podniku. Po volbách v roce 1965 v Knesetu zasedl za formaci Ma'arach. V průběhu funkčního období sice dočasně přešel do poslaneckého klubu Strany práce, ale nakonec se vrátil pod střechovou platformu Ma'arach. Byl předsedou finančního výboru. Znovu byl za Ma'arach zvolen ve volbách v roce 1969. Zůstal předsedou finančního výboru. Opětovně byl zvolen poslancem i po volbách v roce 1973, do nichž šel znovu na kandidátce Ma'arach. Stále byl předsedou finančního výboru, navíc byl členem výboru pro státní kontrolu. Ve volbách v roce 1977 mandát neobhájil.